# Крис О’Нил
Крис О’Нил (енгл. Chris O’Neil; 19. март 1956) бивша је професионална тенисерка из Аустралије.

## Каријера
Крис О’Нил је најбоље упамћена по победи на Отвореном првенству Аустралије 1978. Последња је аустралијска играчица која је успела да то учини. Она је такође постала прва жена у опен ери која није носилац у жребу а да освоји титулу у Аустралији. Такође, једна је од неколицине који су освојили Аустралијан Опен и у јуниорској и сениорској конкуренцији.
Од 2007, Крис са браћом води спортски центар Morisset Sports & Tennis Centre који се налази у Њукаслу. Центар је касније преименован у О’Нил школа тениса.

## Гренд слем финала

### Појединачно (1)
| Исход  | Година | Турнир                        | Подлога | Противница      | Резултат |
| ------ | ------ | ----------------------------- | ------- | --------------- | -------- |
| Победа | 1978   | Отворено првенство Аустралије | трава   | Бетси Нејџелсен | 6–3, 7–6 |